# 15街-展望公園車站
15街-展望公園車站（英語：15th Street–Prospect Park station）是紐約地鐵IND卡爾弗線的一個慢車地鐵站，位於布魯克林溫莎台/公園坡15街及展望公園西交界，設有F線與G線（任何時候停站）列車服務。

## 車站結構
| G        | 街道層             | 出入口                                                                     |
| M        | 夾層               | 閘機、車站詢問處                                                           |
| P 月台層 | 北行               | 往牙買加-179街（第七大道） · 往法庭廣場（第七大道）                        |
| P 月台層 | 島式月台，左側開門 |                                                                            |
| P 月台層 | 南行               | 往康尼島-斯提威爾大道（漢密爾頓堡公園道） · 往教堂大道（漢密爾頓堡公園道） |

此地下車站在1933年10月7日啟用，作為卡爾弗線卑爾根街至教堂大道延長線的一部分啟用。此站在2005年7月27日加入國家史蹟名錄。此站設有一個島式月台和兩條軌道。兩條快車軌道在展望公園下方通過，此站無法看見，也不營運。
此站與隧道在展望公園西以東約100英呎興建。因此，此站不位於街道下方，而且一部分隧道直接下穿展望公園，其餘則介於公園西側與10大道之間。

## 外部連結
- nycsubway.org—IND Crosstown: 15th Street/Prospect Park
- Station Reporter — F Train
- The Subway Nut — 15th Street–Prospect Park Pictures（页面存档备份，存于）
- Bartel Prichard Square entrance from Google Maps Street View（页面存档备份，存于）
- 16th Street entrance from Google Maps Street View（页面存档备份，存于）
- Windsor Place entrance from Google Maps Street View（页面存档备份，存于）
- Platform from Google Maps Street View （页面存档备份，存于）